# Porthmidius austriacus
Porthmidius austriacus là một loài bọ cánh cứng trong họ Elateridae. Loài này được Schrank miêu tả khoa học năm 1781.